# Soya Toshikazu
Toshikazu Soya (sinh ngày 21 tháng 10 năm 1989) là một cầu thủ bóng đá người Nhật Bản.

## Sự nghiệp câu lạc bộ
Toshikazu Soya đã từng chơi cho Albirex Niigata Singapore, Grulla Morioka và Saurcos Fukui.